# Hyndburn
Hyndburn este un district nemetropolitan în Regatul Unit, în comitatul Lancashire din regiunea North West, Anglia.

## Orașe din cadrul districtului
- Accrington